# Kornjačnica
Kornjačnica (lat. Echinodorus), danas monotipski biljni rod. Prije je u njega bilo uključivano 28 vrsta vodenih trajnica iz porodice žabočunovki koje su raširene po Novom svijetu, od Sjedinjenih Američkih Država do Argentine. 
Dvije vrste među njima su na popisu kao ugrožene, Echinodorus eglandulosus (danas Aquarius grisebachii; status osjetljive) i Echinodorus emersus (danas Aquarius emersus; smanjeni rizik).
Mnoge vrste uzgajaju se danas po akvarijima.

## Vrste
1. Echinodorus berteroi (Spreng.) Fassett
2. Echinodorus ×portoalegrensis Rataj
3. Echinodorus ×praegeri Glück

Nekada uključivane:
1. Echinodorus bracteatus Micheli in A.L.P.de Candolle & A.C.P.de Candolle (eds.)
2. Echinodorus cordifolius (L.) Griseb.
3. Echinodorus cylindricus Rataj
4. Echinodorus decumbens Kasselm.
5. Echinodorus densinervis Somogyi
6. Echinodorus emersus Lehtonen
7. Echinodorus floribundus (Seub.) Seub.
8. Echinodorus × gabrielii Rataj
9. Echinodorus glaucus Rataj
10. Echinodorus grandiflorus (Cham. & Schltdl.) Micheli in A.L.P.de Candolle & A.C.P.de Candolle (eds.)
11. Echinodorus grisebachii Small in N.L.Britton & al. (eds.)
12. Echinodorus horizontalis Rataj
13. Echinodorus inpai Rataj
14. Echinodorus lanceolatus Rataj
15. Echinodorus longipetalus Micheli in A.L.P.de Candolle & A.C.P.de Candolle (eds.)
16. Echinodorus longiscapus Arechav.
17. Echinodorus macrophyllus (Kunth) Micheli in A.L.P.de Candolle & A.C.P.de Candolle (eds.)
18. Echinodorus major (Micheli) Rataj
19. Echinodorus palifolius (Nees & Mart.) J.F.Macbr.
20. Echinodorus paniculatus Micheli in A.L.P.de Candolle & A.C.P.de Candolle (eds.)
21. Echinodorus pubescens (Mart. ex Schult.f.) Seub. ex Warm.
22. Echinodorus reptilis Lehtonen
23. Echinodorus scaber Rataj
24. Echinodorus subalatus (Mart. ex Schult.f.) Griseb.
25. Echinodorus trialatus Fassett
26. Echinodorus tunicatus Small in N.L.Britton & al. (eds.)
27. Echinodorus uruguayensis Arechav.

## Vanjske poveznice
|  | Zajednički poslužitelj ima još gradiva o temi Echinodorus |
|  | Wikivrste imaju podatke o taksonu Echinodorus             |